# Калеевский сельсовет
Калеевский сельсовет — упразднённая административно-территориальная единица, существовавшая на территории Московской губернии и Московской области до 1954 года.
Калеевский сельсовет был образован в первые годы советской власти в составе Калеевской волости Волоколамского уезда Московской губернии.
По данным 1926 года в состав сельсовета входили 3 населённых пункта — Калеево, Балабаново и Лысцево.
В 1929 году Калеевский с/с был отнесён к Волоколамскому району Московского округа Московской области. При этом к Калеевскому с/с был присоединён Пекшевский с/с.
30 ноября 1951 года к Калеевскому с/с были присоединены населённые пункты Покровское и Смольниково упразднённого Пробоевского с/с.
14 июня 1954 года Калеевский сельсовет был упразднён. При этом его территория была передана в Теряевский сельсовет.